# Давидович, Артём Алексеевич
Артём Алексеевич Давидович (бел. Арцём Аляксеввіч Давідовіч; род. 17 января 2005, Минск) — белорусский футболист, нападающий клуба «Ислочь».

## Карьера
Воспитанник футбольного клуба «Ислочь». Первым тренером игрока был Владимир Петрович Трачинский. В 2020 году стал выступать за клуб в юношеском первенстве. В 2022 году был переведён в дублирующий состав клуба. За основную команду клуба футболист дебютировал в заключительном туре Высшей Лиги 12 ноября 2022 года против жодинского «Торпедо-БелАЗ», выйдя на замену на последних минутах матча.

## Международная карьера
В ноябре 2022 года получил вызов в юношескую сборную Белоруссии до 18 лет. Дебютировал за сборную 20 ноября 2022 года против сверстников из России.